# رین (مورتال کامبت)
رین (انگلیسی: Rain) یکی از شخصیت‌های سری بازی‌های مورتال کامبت است که توسط اد بون و جان توبیاس برای کمپانی میدوی گیمز ساخته شد.

## دربارهٔ رین
ایده شخصیت پردازی رین، توسط ادوارد بون پس از شنیدن آهنگ باران بنفش به عمل آمد. او در نسخه UMK:3 ظاهر شد ولی قابل بازی نبود. اما در نسخه تریلوژی هم قابل بازی گشت و هم بیوگرافی خاص خودش رو گرفت. او در سری‌های بعدی حاضر نشد تا این که در نسخه آرماگدون و همچنین ۲۰۱۱ به صورت DLC حاضر شد.شخصیت رین در بازی مورتال کامبت اکس به صورت پنهان (فقط در داستان) هم وجود داشت.

## تاریخچه
رین متعلق به یک قلمرو باستانی به نام ادنیا می‌باشد. او به عنوان فرزند آرگوس محافظ قلمرو ادنیا محسوب می‌شد. در اندینگ رین در مورتال کامبت ۱۱ مشخص شد که نام مادر او "آمارا" ست؛ با این حال این امر و شرمساری آرگوس بابت این خیانت، سبب شد که رین از خانواده سلطنتی خود دور بماند؛ و به دنبال اون رین بی‌نام و نشان ماند. با این حال او نقش شاه کلید، در امور جنگی و نظامی ادنیا رو داشت. رین در واقع یک نیم خدا، فرزند یک خدای واقعی و یک انسان بود.
پس از حمله شائوکان به قلمرو ادنیا و تاراج او تعداد بی شماری از افراد ادنیا کشته شدند. کمی بعد او مجبور شد تا به نیروهای کان بپیوندد و به سرزمین خودش خیانت کند. در ماجرای یورش شائوکان به قلمرو زمین، رین حضور یافت و برای رسیدن امپراتور به اهداف خودش، تلاش کرد. او صمیمانه دوست داشت تا جنگجویان زمین رو نابود کند؛ اما در پایان کار به وسیلهٔ شاهزاده کیتانا از مرگ واقعی پدرش مطلع شد که او به دست شخص شائوکان کشته شده‌است. پس از آن رین به کیتانا پیوست و تصمیم گرفت به جنگجویان زمین کمک کند و عازم یک مأموریت انتحاری شد تا با این کار انتقام پدرش را بگیرد. این که او موفق شد یا نه نامعلوم ماند. اما وفاداری او به کیتانا جای شک بود؛ چرا که در طی حمله نیروهای براندازی شائو کان به قلمرو زمین او به‌طور مرموزی ناپدید گشت؛ با این وجود هدف او نابودی شائو کان بود. این غیبت رین و نامعلوم بودن سرنوشت او تا واقعه آرماگدون به طول انجامید.
در واقعه آرماگدون، رین به هویت واقعی خودش پی برد؛ چرا که کوان چی به او در مورد پدرش توضیح داد. پس از اون رین تصمیم گرفت تا خودش را به عنوان شاهزاده ادنیا تثبیت کند. او می‌خواست تا با کشتن برادران ناتنی خود، تیون و دیگان آن‌ها را از سر راه بردارد تا بعد از آن بتواند با شکست دادن بلیز قدرت او را تصاحب کند. او در نواحی قطبی با تیون روبرو شد اما از او شکست سختی خورد. او بعدها در نبرد نهایی آرماگدون به نیروهای تاریکی پیوست؛ اما سرنوشتش نامعلوم ماند.